# I'm Down
I'm Down è un brano del gruppo musicale britannico The Beatles ideato da Paul McCartney e composto dalla coppia Lennon-McCartney, che scrisse la maggior parte dei brani del gruppo. Fu pubblicato come lato B di un singolo 45 giri nel 1965, contenente la canzone Help! sul lato A.

## Musica e arrangiamento
La musica è fortemente influenzata dal rhythm and blues degli anni cinquanta: Amazon.com la definì "un omaggio a Little Richard", alcuni critici colsero uno stile analogo a una canzone, sempre di Little Richard, Long Tall Sally, anche se le differenze fra i due brani appaiono evidenti ad altri critici.
Un'altra canzone composta sempre da McCartney e appartenente allo stesso genere fu She's a Woman, il Lato B di I Feel Fine, un singolo pubblicato nel 1964.

## Registrazione
Il gruppo registrò I'm Down in 7 take il 14 giugno 1965, nella stessa sessione in cui Paul McCartney incise Yesterday.
La canzone non fu mai inserita negli album da studio dei Beatles e solamente dopo sei anni dalla loro separazione venne pubblicata all'interno di una raccolta intitolata Rock 'n' Roll Music, uscita nel 1976; successivamente trovò posto in Rarities del 1978 e nel CD antologico Past Masters, Volume 1, pubblicato nel 1988. Un'altra versione è presente nella raccolta Anthology 2.
I Beatles, nel loro ultimo anno di tournée, utilizzarono I'm Down per chiudere la loro esibizione, sostituendola nella loro scaletta con Long Tall Sally. Durante la loro celebrata performance allo Shea Stadium nell'agosto del 1965, suonarono una memorabile versione dal vivo della canzone, con John Lennon impegnato alle tastiere di un Organo Vox Continental.

## Cover
Gli Aerosmith registrarono una cover della canzone nel 1987 per l'album Permanent Vacation.
Nel 1982, il chitarrista e compositore Adrian Belew pubblicò il suo secondo album solista, Twang Bar King, nel quale suonò una versione post moderna del brano.